# Silvia De Santis
Pour les articles homonymes, voir De Santis.
Silvia De Santis, née le 14 octobre 1977 à Rome, est une actrice italienne.

## Biographie
Diplômée à Rome en tant qu'actrice, elle a participé à de nombreux films et est très active à la télévision où elle est choisie pour divers rôles dans plusieurs séries télévisées italiennes.

## Filmographie

### Cinéma

#### Longs métrages
- 1996 : Cronache del terzo millennio
- 1997 : Artemisia : Marisa
- 1999 : Vuoti a perdere : Simona
- 2001 : Alexandreia : Nina
- 2001 : Une longue, longue, longue nuit d'amour : Teresa
- 2003 : I Am David : Elsa
- 2004 : 13dici a tavola : Daria
- 2004 : Love's Brother : 'Connie' Concetta Garibaldi
- 2004 : Retrograde : Renee Diaz (en tant que Silvia de Santis)
- 2005 : Coup de foudre en Toscane : Dinnie
- 2005 : The Fine Art of Love: Mine Ha-Ha : Gertrude
- 2006 : L'onore e il rispetto : Maria
- 2007 : Milano Palermo - Il ritorno : Rosaria Tinnaci
- 2008 : Bastardi : Rosy
- 2009 : Imago mortis : Elena
- 2013 : Ti ho cercata in tutti i necrologi : Helena
- 2016 : The Young Messiah : Harried Woman

#### Courts métrages
- 1995 : Frammenti di sapienza
- 2011 : Nostos

### Télévision

#### Séries télévisées
- 1998 : Il maresciallo Rocca : Manuela Fargo
- 2002-2006 : Distretto di polizia : Germana Belli
- 2009 : Squadra antimafia - Palermo oggi : Viola

#### Téléfilms
- 1998 : Ritornare a volare : Tiziana
- 1999 : Premier de cordée : Bianca Ruspoli
- 1999 : Ultimo - Le défi : Viola
- 2000 : La Bicyclette bleue : Camille Nérac
- 2001 : L'impossible amour : Valeria
- 2001 : Uno bianca : Compagna di Silvio Ferramonti
- 2003 : My House in Umbria : Madeleine